# Georgios Tsakanikas

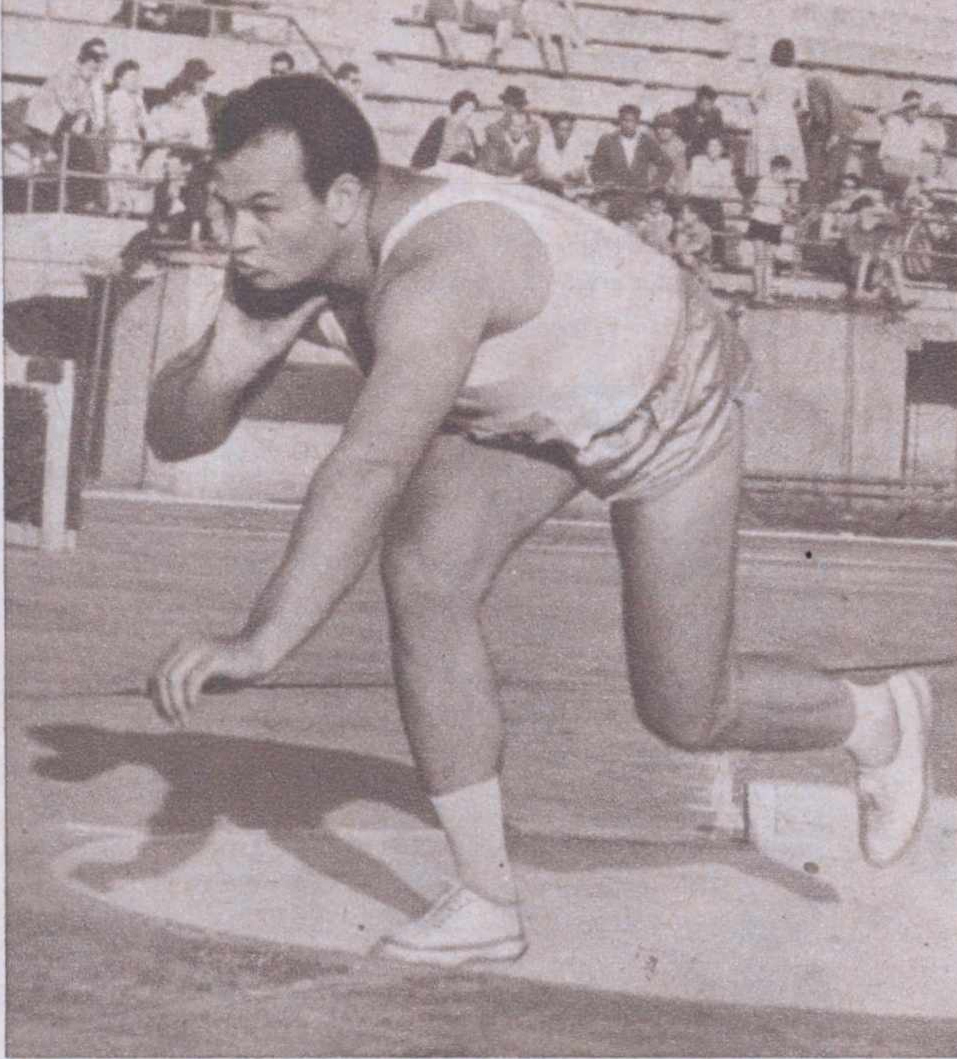
Georgios Tsakanikas

Georgios Tsakanikas (griechisch Γεώργιος Τσακανίκας; * 10. November 1934 in Paleo Faliro; † 1. März 2016 in Athen) war ein griechischer Kugelstoßer und Diskuswerfer.
Im Kugelstoßen gewann er 1955 bei den Mittelmeerspielen in Barcelona Silber. Bei den Olympischen Sommerspielen 1956 in Melbourne kam er auf den achten und bei den Leichtathletik-Europameisterschaften 1958 in Stockholm auf den 16. Platz.
1959 folgte einer Bronzemedaille im Kugelstoßen bei der Universiade Gold im Kugelstoßen und Bronze im Diskuswurf bei den Mittelmeerspielen in Beirut. Beim Kugelstoßen der Olympischen Sommerspiele 1960 in Rom schied er in der Qualifikation aus.
1962 scheiterte er beim Diskuswurf der Leichtathletik-Europameisterschaften in Belgrad in der Vorrunde. Bei den Olympischen Sommerspielen 1964 in Tokio belegte er im Kugelstoßen den 13. Platz und schied im Diskuswurf in der Qualifikation aus. 1966 kam er bei den Leichtathletik-Europameisterschaften in Budapest nicht über die erste Runde hinaus.

## Persönliche Bestleistungen
- Kugelstoßen: 18,21 m, 26. September 1964, Athen
- Diskuswurf: 55,17 m, 25. Juli 1964, Kairo